# Djamel Menad
Djamel Menad (El Bayadh, 22 de julho de 1960 – Argel, 22 de março de 2025) foi um futebolista argelino. Ele competiu na Copa do Mundo FIFA de 1986, sediada no México, na qual a seleção de seu país terminou na 22º colocação dentre os 24 participantes.

## Morte
Menad morreu no dia 22 de março de 2025 aos 64 anos, após uma "doença devastadora".